# چرتو دی سپولتو
چرتو دی سپولتو (به ایتالیایی: Cerreto di Spoleto) یک کومونه در ایتالیا است که در استان پروجا واقع شده‌است.

## خصوصیات
چرتو دی سپولتو ۷۴٫۷۹ کیلومترمربع مساحت و ۱٬۱۵۸ نفر جمعیت دارد و ۵۵۷ متر بالاتر از سطح دریا واقع شده‌است.